# ليزلي ويلكينسون
ليزلي ويلكينسون (بالإنجليزية: Leslie Wilkinson)‏ هو مهندس معماري أسترالي، ولد في 12 أكتوبر 1882، وتوفي في 20 سبتمبر 1973.